# Hessengletscher
Der Hessengletscher ist ein Gletscher in den Anare Mountains des ostantarktischen Viktorialands. Er liegt westlich des Mount Kostka und mündet in den George-Gletscher.
Wissenschaftler der deutschen Expedition GANOVEX I (1979–1980) benannten ihn. Namensgeber ist das deutsche Bundesland Hessen.